# Педро Гонсалес де Лара
Педро Гонсалес де Лара (исп. Pedro González de Lara; ? — 16 октября 1130) — кастильский магнат. Он служил королю Альфонсо VI в молодости, а позже стал любовником наследницы Альфонсо, Урраки. Возможно, он присоединился к Первому крестовому походу вслед за Раймоном IV Тулузским, получив прозвище Эль-Ромеро («странник, паломник»). На пике своего влияния он был самым могущественным человеком в королевстве после монарха. Преобладание его власти в Кастилии засвидетельствовано в многочисленных документах в 1120—1127 годах. Он выступал против законного наследника Уррака, Альфонсо VII. Этот спор закончился его преждевременной смертью.

## Знаменосец Альфонсо VI (1088—1091)
Педро Гонсалес был сыном графа Гонсало Нуньеса де Лара, первого четко идентифицируемого члена семьи Лара и его жены Гото Нуньеса. У него был брат, граф Родриго Гонсалес де Лара (? — 1143), и он был родственником графа Гонсало Сальвадореса (? — 1083), который также владел землей в Ларе. Земли семьи Лара были расположены в Старой Кастилии. С 27 декабря 1088 года по 10 ноября 1091 года Педро служил альфересом (знаменосцем) королевской свиты. В конце своей службы он подписывал королевские документы непосредственно под именами графов королевства. Педро был заменен в качестве альфереса Гомесом Гонсалесом (? — 1111) к началу 1092 года. Хартия от мая 1098 года, содержащая ссылку на «Граф Педро, альферес», почти наверняка является подделкой, поскольку Гомес, как известно, все ещё занимал этот пост в марте, апреле и мае этого года, и Педро никогда не упоминается как граф до 1107 года.
Есть некоторые сомнения, что альферес Педро Гонсалес был человеком, который позже был графом Лары. Есть по крайней мере ещё один человек с таким именем живым в то же самое время, который вместе со своей женой Эльвирой Фернандес продал участок земли за 400 солидов графу Фруэле Диас и его жене Эстефании.

## В свите Эльвиры и Первый крестовый поход (1092—1105)
Граф Раймунд IV Тулузский, возможно, в 1092 году заключил брачный союз с королем Леона и Кастилии Альфонсо VI, женившись на его незаконнорожденной дочери Эльвире. Когда он решил принять крест и присоединиться к Первому крестовому походу в 1095 году, его сопровождала «группа испанских рыцарей». Среди этих испанцев, вероятно, был находился Педро Гонсалес, который исчезает из записей королевства Кастилия-Леон именно в это время и появляется 22 сентября 1105 года в Бургосе. Это соответствует времени после смерти Раймонда (28 февраля 1105 года), когда Тулузским графством руководила Эльвира и её малолетний сын, Альфонс Иордан, который вернулся в Тулузу и заявил свои права на графство. По приказу Альфонсо VI, в 1105 году папа римский Пасхалий II отдал второй из трех приказов (остальные приходили в 1100 и 1109 годах), приказывая испанцам, которые отправились в Святую Землю, чтобы они вернулись в свое королевство. Если гипотеза о том, что Педро отправился с Раймондом в Святую Землю в сопровождении испанской жены, то вполне вероятно, что Педро вернулся в Европу вместе с Эльвирой летом 1105 года.
Нет никаких современных доказательств для участия испанцев в Первом крестовом походе, но в конце XIII века Gran conquista de Ultramar сообщает о участии испанских рыцарей в осаде Никеи в 1097 году. В охране графа Тулузского находился рыцарь Педро Гонсалес, родом из Кастилии. После смерти коня Роберта II, графа Фландрии, который был убит под ним, граф вынужден был спешиться и в одиночку сражаться против целого ряда турок. Два рыцаря, один из Франции, а другой — Педро Гонсалес, пришли ему на помощь. Испанец, подошедший первым, нанес такой сильный удар копьем по спине мавра, что оно вышло из его груди на локоть, и он оставил его мертвым на земле. Вполне возможно, что Gran conquista de Ultramar перепутала Педро Гонсалеса с Петрумом де Кастильоне, упомянутым в «Gesta Francorum» как рыцарь в составе армии графа Раймунда Тулузского.

## Граф де Лара (1107—1129)
К 6 мая 1107 года Педро Гонсалес де Лара правил поместьем Лара с титулом графа. Существует краткое уведомление от августа 1110 года, что он был тогда правителем (tenente) Медина-дель-Кампо. Хотя он продолжал удерживать Лару, Педро также получил феоды Пеньяфьель (1113), Паленсия (1122), Торремормохон (1124) и Портильо (1125). При короле Альфонсо VII он правил Дуэньясом и Тарьего между 23 мая 1127 и 13 мая 1128 года.
В середине 1110-х годов граф Педро Гонсалес де Лара стал любовником правящей королевы Кастилии и Леона Урраки. Он стал одной из самых влиятельных фигур в королевстве. Уррака родила Педро двух детей: дочь Эльвиру и сына Фернандо Фуртадо, так называемого, потому что он был лишен наследства как незаконнорожденный. Эльвира Перес вышла замуж за Бертрана де Риснеля (? — 1134) по договоренности со своим сводным братом, королем Кастилии Альфонсо VII. Незадолго до ноября 1127 года Педро Гонсалес женился на графине Еве (Аве), молодой вдове графа Гарсии Ордоньеса (? — 1108), который правил Нахерой и был убит в битве при Уклесе. Хотя традиционные родословные говорил, что она была дочерью Педро Фройласа де Трабы. У Педро Гонсалеса де Лары с женой было несколько детей, в том числе четыре сына: Манрике, Нуньо, Альваро и Родриго, а также дочери Милия и Мария. Незадолго до 1165 года Родриго стал настоятелем Клюнийского монастыря Сан-Сальвадор-де-Ногаль и является единственным известным мужским членом кастильской аристократии, принявшим священный сан в XII веке.
2 сентября 1125 года Педро передал свои деревни Уранаве и Ранедо в Санто-Доминго-де-Силосе в обмен на монастырскую собственность в Арлансе и Тордуэлесе. В 1127 году Педро и Ева уступили одно фуэрос деревне Тардахос, а в 1128 году другое — Харамильо-Кемадо. Это последнее фуэрос было потеряно, но копия была сделана Пруденсио де Сандовал в XVII веке. Это показывает, что деревня была обязана графу за свои привилегии сравнительно большой годовой суммой в пять серебряных солидов. Фуэрос Тардахоса был переиздан с корректировками в трех последующих случаях либо Педро, либо Евой, последний из которых был в 1147 году.
Последняя запись о Педро, управляющем Ларой, датируется 2 апреля 1129 года. Не пройдет и года, как он взбунтуется.

## Восстание, изгнание и смерть (1126—1130)
После восшествия на престол короля Кастилии Альфонсо VII в марте 1126 года, башни Леона были заняты некоторыми дворянами, противниками нового монарха, которые предпочитали, чтобы правили Педро и его брат Родриго (предположительно от имени Урраки и незаконнорожденного сына Педро), чем Альфонсо . В конце концов башни были сданы, и Педро и Родриго Гонсалесы были вынуждены подчиниться новому монарху и принести ему ленную присягу. В 1130 году, после рождения у Альфонсо и его жены, королевы Беренгарии сына Раймонда, братья Педро и Родриго с их сторонниками подняли восстание, надеясь получить поддержку от короля Арагона и Наварры Альфонсо I. Вместе Педро и его зять Бертран де Риснель взяли город Паленсия. Родриго Гонсалес восстал в Астурии, один из их родственников, Химено Иньигес, восстал в Валенсии-де-Дон-Хуан, а один Педро Диас восстал в своём замке Валье только для того, чтобы быть подавленным Осорио Мартинесом и его братом Родриго. В июне королю Кастилии Альфонсо удалось захватить Паленсию и арестовать Педро и Бертрана. Их феоды были конфискованы, и они были изгнаны. Оставшиеся мятежники вскоре пришли к соглашению.
Педро Гонсалес де Лара провел свое изгнание на службе у короля Альфонсо Арагонского, которого он сопровождал во время осады Байонны. Там его вызвал на дуэль Альфонсо Иордан, граф Тулузский, сын Раймунда IV и Эльвиры. Альфонсо позволил дуэли состояться, и Педро Гонсалес был убит в этой встрече.